# Eyzahut
Eyzahut är en kommun i departementet Drôme i regionen Auvergne-Rhône-Alpes i sydöstra Frankrike. Kommunen ligger i kantonen Dieulefit som tillhör arrondissementet Nyons. År 2022 hade Eyzahut 153 invånare.

## Befolkningsutveckling
Antalet invånare i kommunen Eyzahut
Referens:INSEE